# Будувуду
«Будувуду» — дебютний студійний альбом українського рок-гурту «АнтитілА», виданий 2008 року лейблом Catapult music.

## Композиції
| #     | Назва                                 | Автор слів               | Автор музики           | Тривалість |
| ----- | ------------------------------------- | ------------------------ | ---------------------- | ---------- |
| 1.    | «Будувуду»                            | Т. Тополя                | Т. Тополя              | 4:19       |
| 2.    | «Я не забуду першу ніч»               | Т. Тополя                | Т. Тополя              | 4:18       |
| 3.    | «Вода»                                | Т. Тополя                | Т. Тополя              | 4:01       |
| 4.    | «Моя дівчина»                         | Т. Тополя                | Т. Тополя / М. Сиволап | 4:56       |
| 5.    | «Бери своє»                           | Т. Тополя                | Т. Тополя              | 3:18       |
| 6.    | «Давай поговоримо»                    | Т. Тополя                | Т. Тополя              | 3:23       |
| 7.    | «Стереодень»                          | Т. Тополя                | Т. Тополя              | 4:05       |
| 8.    | «В твоїх очах»                        | Т. Тополя / А. Дворніков | Т. Тополя              | 3:56       |
| 9.    | «А у неї»                             | Т. Тополя                | Т. Тополя              | 3:38       |
| 10.   | «Вернути тебе»                        | Т. Тополя                | Т. Тополя              | 4:02       |
| 11.   | «Маямі»                               | Т. Тополя                | Т. Тополя              | 3:50       |
| 12.   | «Птаха»                               | Т. Тополя / А. Дворніков | Т. Тополя              | 3:43       |
| 13.   | «Ми можем все (Max Sivolap interpr.)» |                          |                        | 4:30       |
| 14.   | «Я не забуду першу ніч»               | Т. Тополя                | Т. Тополя              | 7:12       |
| 15.   | «В твоїх очах (rock version)»         | Т. Тополя / А. Дворніков | Т. Тополя              | 3:46       |
| 16.   | «Маямі (Max Sivolap interpr.)»        | Т. Тополя                | Т. Тополя              | 3:56       |
| 66:53 |                                       |                          |                        |            |

## Музиканти
- Тарас Тополя — вокал
- Микита Чухрієнко — гітара (1-11, 15)
- Віктор Раєвський — бас-гітара (1-7, 9-11, 15)
- Сергій Вусик — клавішні (1-7, 9-11, 15)
- Олексій Скурідін — барабани (1-12, 15)

### Запрошені музиканти
- Олена Лівцун — вокал (1)
- Максим Сиволап — гітара (1, 3, 4, 6, 10, 13, 16), бас-гітара (13, 16), клавішні (1-7, 9-11, 15), барабани (13, 16)
- Олександр Віноградов — гітара (1, 2, 5-7, 9, 10)
- Вадим Хохлов — гітара (2, 5-7)
- Тимофій Таценко — гітара (8, 12)
- Віктор Богуцький — бас-гітара (1-7, 9-11, 15)
- Андрій Дворніков — бас-гітара (8, 12)
- 2 Secial Live Project — бас-гітара, клавішні, барабани (14)